# Bobrowniki (Sainte-Croix)
Pour les articles homonymes, voir Bobrowniki.
Bobrowniki est une localité polonaise de la gmina de Kluczewsko, située dans le powiat de Włoszczowa en voïvodie de Sainte-Croix.